# Chử Toán Tử
Chử Toán Tử (chữ Hán: 褚蒜子, 324 - 384), là hoàng hậu dưới thời Tấn Khang Đế, vị vua thứ tư của nhà Đông Tấn trong lịch sử Trung Quốc.

## Tiểu sử
Chử Toán Tử xuất thân trong một gia đình vọng tộc, quê ở vùng Dương Địch, tỉnh Hà Nam. Phụ thân của bà là Chử Bầu, một quý tộc giàu có. Mẹ bà họ Tạ, vợ lẽ của Chử Bầu. Bà sinh vào khoảng năm 324.
Chử Toán Tử từ lúc nhỏ đã tỏ ra thông minh, có khí thức lại xinh đẹp. Đến tuổi trưởng thành, được gả cho Lang Nha vương Tư Mã Nhạc, em trai Tấn Thành Đế, trở thành vương phi. Năm 342, Thành đế mất, để lại di chiếu lập Lang Nha vương làm vua, tức Tấn Khang Đế. Khang Đế lập Chử Toán Tử làm hoàng hậu, còn mẹ của bà là Tạ thị được phong làm Tầm Dương hương quân. Năm 343, Chử Toán Tử sinh hoàng tử Tư Mã Đam, cũng là người con duy nhất của Khang Đế.
Năm 344, Tấn Khang Đế qua đời khi mới ở ngôi có 2 năm. Tư Mã Đam mới 1 tuổi nối ngôi, tức là Tấn Mục Đế. Chử Toán Tử trở thành Hoàng thái hậu. Do Mục Đế còn nhỏ, thái úy Hà Mô yêu cầu Chử Thái hậu làm nhiếp chính (lâm triều xưng chế), còn các đại thần Hà Sung, Thái Mô và Cối Kê vương Tư Mã Dục nắm quyền phụ chính. Từ đó Chử Toán Tử nắm quyền điều hành triều đình. Ít lâu sau, Hữu ti tấu lên Trử Thái hậu xin cũng nên truy phong tôn hiệu cho hai bà đích mẫu của thái hậu là Tuân thị và Biện thị, nhưng bà không đồng tình.
Chử Thái hậu nắm quyền trong triều 14 năm, nhưng phần lớn các quyết định đều do Thừa tướng Hà Sung (mất 346), Cối Kê vương Tư Mã Dục (ông chú Mục Đế), Thái úy Hoàn Ôn và Ân Hạo (sau bị Hoàn Ôn lật đổ)... Sang năm 357, Mục Đế lên 13 tuổi và tiến hành quan lễ (lễ trưởng thành), Chử Thái hậu hạ chiếu giao trả quyền lực cho hoàng đế, lui về Sùng Đức cung và không hỏi chính sự nữa.
Tuy nhiên Tấn Mục Đế yểu mệnh mất sớm vào năm 361, Trử Thái hậu quyết định lập con trưởng của Tấn Thành Đế là Lang Nha vương Tư Mã Phi lên ngôi, tức Tấn Ai Đế. Tuy không phải là mẹ của Ai Đế nhưng Chử hậu vẫn được làm Thái hậu và tiếp tục ở Sùng Đức cung do Ai Đế đã trưởng thành.
Tấn Ai Đế ham mê luyện đan dược trường sinh, lâu ngày trúng độc phát bệnh vào năm 364. Triều thần lại thỉnh Chử Toán Tử lâm triều nhiếp chính. Sang đầu năm 365, Ai Đế giá băng, thọ 24 tuổi. Chử Thái hậu hạ lệnh lập em trai Ai Đế là Lang Nha vương Tư Mã Dịch làm vua, sử xưng là Tấn Phế Đế và bà tiếp tục giữ quyền nhiếp chính.
Tuy nhiên lúc đó Chử Toán Tử cũng không nắm được quyền hành thực sự, mà quyền lực chủ yếu thuộc về Cối Kê vương Tư Mã Dục và Thái úy Hoàn Ôn. Năm 371, Hoàn Ôn phế đế, lập Tư Mã Dục lên ngôi, tức Tấn Giản Văn Đế. Chử Thái hậu theo thứ tự chỉ là cháu dâu của hoàng đế, nên bị đổi làm Sùng Đức thái hậu.
Giản Văn Đế làm vua 8 tháng thì mất, con trai là thái tử Tư Mã Diệu kế vị, tức Tấn Hiếu Vũ Đế và Hoàn Ôn cũng chết không lâu sau đó. Triều đình lại thỉnh cầu Chử Thái hậu lâm triều chấp chính lần thứ ba vì Hiếu Vũ Đế lúc đó mới 10 tuổi. Bà lại lâm triều, đổi xưng Hoàng thái hậu. Sang năm 375, Hiếu Vũ Đế 14 tuổi, cử hành quan lễ. Chử Thái hậu lại trao trả quyền lực cho vua, trở lại xưng là Sùng Đức thái hậu.
Năm 384, Chử Thái hậu qua đời ở điện Hiển Dương, thọ 61 tuổi, được truy tôn là Khang Hiến hoàng hậu. Từ lúc nhập cung thời Thành Đế, qua đời phu quân Khang Đế, con trai Mục Đế, cháu chồng Ai Đế, Phế Đế, chú chồng Giản Văn Đế rồi em họ của chồng là Hiếu Vũ Đế, tổng cộng bà trải qua tất cả bảy đời hoàng đế, trong đó có tới 4 vị lên ngôi tuổi nhỏ, nên Chử Thái hậu ba lần lâm triều nhiếp chính, lần thứ nhất từ 344 đến 357, lần thứ hai từ 364 đến 371, lần thứ ba từ 372 đến 375, tổng cộng 23 năm. Tấn Hiếu Vũ Đế thân hành mặc tang phục chịu tang bà.